# Gennaro Scarlato
Gennaro Scarlato (Nápoles, Italia, 3 de mayo de 1977) es un ex futbolista y entrenador italiano. Se desempeñaba como defensa. Actualmente entrena a F. C. Frattese de la Eccellenza Campania.

## Trayectoria

### Como futbolista
Scarlato se formó como centrocampista central en las categorías inferiores del Napoli, club de su ciudad natal, donde ganó una Copa Italia Primavera en 1997; gracias a sus dotes ofensivas, jugó dos temporadas de delantero puro en el primer equipo napolitano. Sin embargo, en el Ravenna fue utilizado por el técnico Rumignani como defensa central; la temporada siguiente jugó en la misma posición en el Udinese, en la Serie A. Posteriormente, militó dos temporadas en el Ternana, volvió al Napoli por un año, donde fue capitán, y fue contratado por el Crotone.
En la temporada 2006/07 de Serie B, transferido al Spezia, fue uno de los jugadores más destacados de la entidad ligur, jugando 35 partidos y marcando 3 goles. En agosto de 2007 rescindió el contrato con el Spezia y fichó con el Frosinone. En enero de 2011 fue transferido al Cosenza, pero debutó sólo el 27 de marzo, debido a problemas musculares. El 14 de septiembre del mismo año pasó al Ischia Isolaverde de la Serie D. Tras una sola temporada fichó por el Città di Marino, en la misma división, donde se convirtió en jugador-entrenador. En marzo de 2013 firmó por el Vico Equense de la Eccellenza Campania, disputando 6 partidos. Al término de la temporada concluyó su carrera de futbolista y se inscribió en el curso para entrenador de fútbol.

### Como entrenador
En la temporada 2013-14 fue el técnico del Formia, en la Eccellenza Lazio.

## Selección nacional
Scarlato ha disputado varios partidos con las categorías inferiores de la Selección de fútbol de Italia: 7 con la Sub-18 y 6 con la Sub-21, marcando en total 2 goles. En el 2000 fue convocado a la Selección Olímpica de Italia para los Juegos Olímpicos de Sídney.

## Clubes

### Como futbolista
| Club              | País   | Año         |
| ----------------- | ------ | ----------- |
| S. S. C. Napoli   | Italia | 1996 - 1999 |
| Vicenza Calcio    | Italia | 1999        |
| S. S. C. Napoli   | Italia | 1999 - 2000 |
| Torino Calcio     | Italia | 2000        |
| Ravenna Calcio    | Italia | 2000 - 2001 |
| Udinese Calcio    | Italia | 2001 - 2002 |
| Ternana Calcio    | Italia | 2002 - 2004 |
| S. S. C. Napoli   | Italia | 2004 - 2005 |
| F. C. Crotone     | Italia | 2005 - 2006 |
| Spezia Calcio     | Italia | 2006 - 2007 |
| Frosinone Calcio  | Italia | 2007 - 2011 |
| Cosenza Calcio    | Italia | 2011        |
| Ischia Isolaverde | Italia | 2011 - 2012 |
| Città di Marino   | Italia | 2012 - 2013 |
| Vico Equense      | Italia | 2013        |

### Como entrenador
| Club                | País   | Año         |
| ------------------- | ------ | ----------- |
| Città di San Marino | Italia | 2012        |
| Formia Calcio       | Italia | 2013 - 2014 |
| F. C. Pompei        | Italia | 2023 - 2024 |
| F. C. Frattese      | Italia | 2024 -      |

## Palmarés

### Campeonatos juveniles
| Título                | Club            | País   | Año        |
| --------------------- | --------------- | ------ | ---------- |
| Copa Italia Primavera | S. S. C. Napoli | Italia | 1996- 1997 |